# Ват Пхра Тхат Лампанг Луанг
Ват Пхра Тхат Лампанг Луанг (тайск. วัดพระธาตุลำปางหลวง) — буддистский храмовый комплекс (ват) в 18 километрах к юго-западу от города Лампанг. Один из наиболее своеобразных и хорошо сохранившихся памятников архитектуры эпохи государства Ланнатай; яркая достопримечательность Северного Таиланда.
Крепость на холме у дороги, ведущей в Лампанг с юга, восходит ещё к VIII веку, её основание связывают с именем королевы Джамадеви. Остатки рвов и земляных валов, защищавших укрепление, можно видеть вокруг монастыря и сейчас. Ныне существующий архитектурный ансамбль построен, в основном, в конце XV века.
Храмовый комплекс расположен на плоской возвышенности среди деревьев и обнесён широкой кирпичной стеной. К монументальному главному порталу пирамидальной формы ведёт лестница, подножие которой защищают резные скульптуры нагов XV века. В люнете портала паломников встречает буддийский символ дхармашакры (колеса закона), а на створках ворот золотом на красной эмали изображены божественные фигуры.
Доминанта комплекса — грандиозная чеди высотой 45 метров, увенчанная позолоченным шпилем, в которой сохраняются несколько волосков Будды. В отличие от большинства традиционных тайских ступ, она не была позолочена, а сохранила историческое покрытие из меди и бронзы, что придаёт ей зеленовато-голубой оттенок. Возвышающаяся посреди двора, засыпанного песком (символизирующим мировой океан), чеди окружена пятью храмами.
Вихан Луанг — самый большой из храмов, расположенный восточнее, между чеди и главным входом в ват. Он датируется XIII веком и построен из тикового дерева, став одним из древнейших сохранившихся деревянных сооружений Таиланда. Вихан Луанг сохранил особенности, присущие храмовой архитектуре Ланнатая, — открытая планировка без внешних стен, трёхъярусная резная крыша покоится на тиковых столбах, покрытых чёрным лаком и украшенных позолотой.
В южной части комплекса расположен Вихан Пхрапхут, небольшой павильон, вход в который разрешён лишь мужчинам. В нём сохраняется одна из святынь вата — слепок ступни Будды. Здесь же сработана камера-обскура — свет, попадающий через прорезь в двери создаёт на стене перевёрнутое изображение большой ступы. Неподалёку отсюда растёт священный фикус, поддерживаемый сотнями резных и расписных подпорок, принесённых паломниками в качестве подношения.
В музее комплекса можно увидеть ещё одну реликвию — статую Будды Пхра Каео Дон Тао, вырезанную, по преданию, из того же куска жадеита, что и Изумрудный Будда, святой покровитель Таиланда.

## Галерея
- Наги у главного входа в ват
- Чеди
- Вихан Луанг
- Вихан Луанг — интерьер
- Один из храмов вата